# Idempotentna matrika
Idempotentna matrika je matrika, ki pri množenju s samo seboj, daje sebe. To pomeni, da za to vrsto matrik velja:
{\displaystyle MM=M\!\,,}
ali:
{\displaystyle M^{2}=M\!\,.}
Pri tem mora biti matrika {\displaystyle M\!\,} kvadratna matrika.

## Značilnosti
- idempotentna matrika je singularna.
- kadar se se idempotentno matriko odšteje od enotske matrike, se dobi spet idempotentno matriko {\displaystyle (I-M)(I-M)=I-M\!\,}.
- sled idempotentne matrike je enaka rangu, torej je vedno celo število.